# شرف بريتزي (فلم)
شرف بريتزي (بالإنجليزية: Prizzi's Honor) هو فيلم كوميدي تم إنتاجه في الولايات المتحدة وصدر في سنة 1985.

## بطولة
- جاك نيكلسون
- كاثلين ترنر
- أنجليكا هيوستن

## الميزانية والإيرادات
بلغت تكلفة إنتاج الفيلم حوالي 16 مليون دولار بينما حقق أرباحا تقدر بـ 26,657,534 () دولار.

### ترشيحات وجوائز
| السنة | الحدث  | الفئة     | النتيجة |
| ----- | ------ | --------- | ------- |
|       | أوسكار | أفضل فيلم | ترشـيـح |

## وصلات خارجية
- مقالات تستعمل روابط فنية بلا صلة مع ويكي بيانات